# Allium stracheyi
Allium stracheyi är en amaryllisväxtart som beskrevs av John Gilbert Baker. Allium stracheyi ingår i släktet lökar, och familjen amaryllisväxter. Inga underarter finns listade i Catalogue of Life.